# Günter Johannes Gembalski

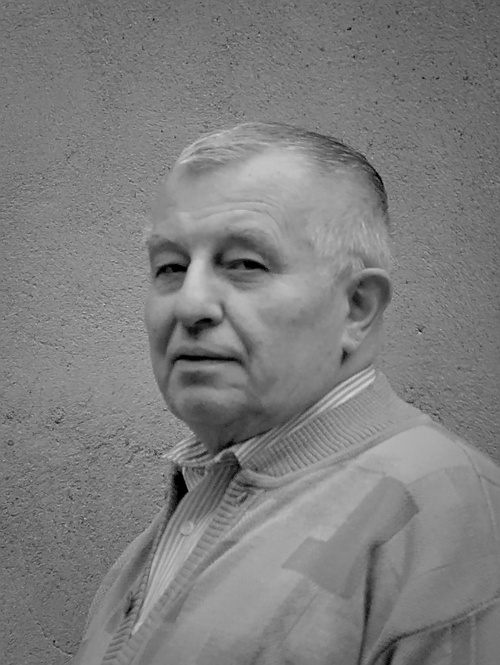
Günter Gembalski, Colbitz, 1995

Günter Johannes Gembalski (* 9. Mai 1925 in Beuthen, Oberschlesien; † 23. Januar 2001 in Wolmirstedt) war ein deutscher Lehrer und Künstler aus Colbitz. Er malte zeitlebens und schuf ohne Einbindung in die Kunst- und Kulturverbände der DDR ein eigenes umfangreiches Werk. Mit seinen Gemälden war er in Ausstellungen vertreten und hat Denkmäler sowie Wappen entworfen.

## Leben
Als einziger Sohn von Julius Gembalski und Marie Gembalski (geb. Pradellok) besuchte er 1931–1934 die Volksschule in Beuthen und 1934–1935 in Gleiwitz, wo er 1943 auch die Oberschule abschloss.
Nach dem Reichsarbeitsdienst von Mai bis August 1943 wurde er zur Wehrmacht einberufen und an die Ostfront versetzt, wo er im Juli 1944 in russische Gefangenschaft geriet, aus der er im November 1945 entlassen wurde, Dienstgrad: Soldat.
Aus Oberschlesien vertrieben, verschlug es Günter Gembalski nach Mitteldeutschland. Im Januar 1946 bestand er die Aufnahmeprüfung als Neulehrer in Magdeburg. Ab September 1946 unterrichtete er an Schulen in Loitsche, Lindhorst, Wolmirstedt und schlussendlich bis zum Renteneintritt im April 1990 in Colbitz. Auf die erste Lehrerprüfung 1949 folgte 1953 die zweite. 1969 bestand er das Staatsexam im Fach Kunsterziehung mit der Note „Sehr gut“.
Bei einer Fortbildung in Halle 1948 lernte Günter Gembalski Ilse Bodemann kennen, sie heirateten im April 1950. Im Februar 1951 wurde die gemeinsame Tochter geboren.

## Malerisches Werk
In den 1960er Jahren bildete sich sein eigener Stil heraus. Angeregt von Chirico, Morandi, Böcklin und auch Georgione transponiert er Dinge dieser Welt in eine innere Welt oder hält sie auf einem Schwebezustand dazwischen. Die Kunst der Antike mit ihrer Harmonie und Schönheit diente als Inspiration. Günter Gembalski fühlte sich der semantischen Malerei verbunden, einer lyrisch-abstrakten Kunstrichtung, die ihre Bildmotive aus symbolischen Zeichen aufbaut und diese als Chiffren für bestimmte Denk- und Gefühlsinhalte benutzt.
Günter Gembalski schuf zwischen 200 und 250 Gemälde. Ungefähr 200 davon befinden sich im Familienbesitz. Seine bevorzugte Malweise war Gouache auf Hartfaserplatten.
Eines der Hauptwerke ist das Triptychon. Es spiegelt die Lebenserfahrung vom Zweiten Weltkrieg bis zum Ende der DDR wider. Die drei zu einem Triptychon vereinten Bilder, zu unterschiedlichen Zeiten entstanden, wurden auf Anraten eines Freundes zu einem eigenständigen Ganzen vereint:
Das erste Bild in der Reihe wird von Minotaurus eingenommen, bekannt aus der griechischen Sagenwelt als Mensch mit Stierkopf, in seinen Händen die Stange mit zerfetzter roter Fahne haltend. Die Niederwerfung des Aufstands in Ungarn 1956 ist das Thema. Das mittlere Bild steht für den Sockelsturz Stalins in den 60ern. In die Götzenbüste ohne Antlitz fließen Anerkennung und Verachtung zugleich ein. Die verwendeten Farben vermitteln stählerne Kälte. Goldene Strahlen, die Gembalski vor noch nicht allzu langer Zeit hinzufügte, verstärken den Eindruck des Übermächtigen. Das dritte Bild des Triptychons ist den Erfahrungen bis zur Wende gewidmet. Es wird von der Mauer und einer weiblichen Statue beherrscht, deren Unterschenkel festgemauert sind, während sie davongehen möchte. Den Kopf bedeckt ein Tuch, das ihn fast abzuschnüren droht, und trotzdem ist das Haupt darunter stolz erhoben. Steinerne Irrgänge und ein aufs Kreuz gepfählter Torso mit geneigtem Kopf stehen für Verfolgung und Haft. Seile von vorn nach hinten das Bild überspannend und stets die Statue durchbohrend, symbolisieren Verbindungen, die über Zeiten und Räume hinweggehen. Überstrahlt wird dies vom Genius eines freien menschlichen Geistes, einem Sinnbild der Hoffnung, auf den ersten Blick kaum wahrnehmbar.

## Friedensmahnmal

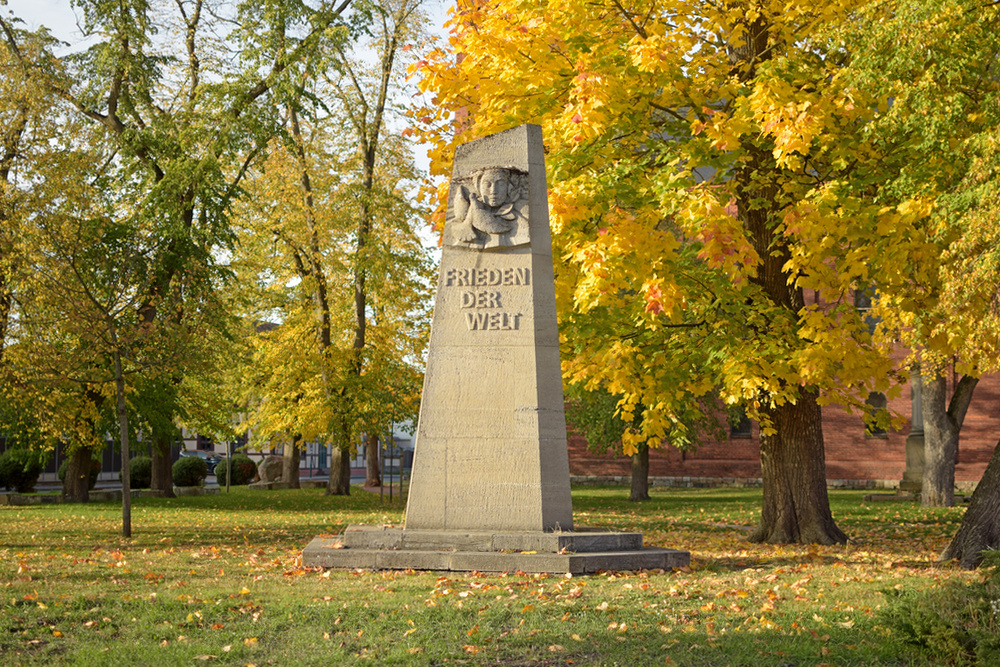
Friedensmahnmal in Colbitz im Oktober 2022

Als Beitrag für die Aktion „Schöner unsere Städte und Dörfer“ sollte in Colbitz ein zeitgemäßes Mahnmal geschaffen werden, das „den Frieden als Perspektive der Menschheit dokumentiert“. Als Ersatz für ein verfallenes Kriegerdenkmal und unter Einbeziehung der örtlichen Gegebenheiten und der finanziellen Mittel des Dorfes erarbeitete Günter Gembalski 1969 einen ersten Entwurf.
Im Sommer und Herbst 1972 wurden die sieben Kalksteinquader von den Mitarbeitern des VEB Denkmalspflege Magdeburg bearbeitet. Der Baukörper – ein Pyramidenstumpf mit unregelmäßiger fünfeckiger Grundfläche – ist 4 Meter hoch und hat ein Volumen von 3,3 Kubikmetern. Mit Hilfe eines Punktiergerätes übertrug Bildhauer Klaus Thiede die Formen des von Günter Gembalski geschaffenen Gipsmodells auf den schwer zu bearbeitenden Kalkstein. Im Oktober desselben Jahres erfolgte schließlich die Errichtung und der Feinschliff des Mahnmals
auf dem Colbitzer Kirchplatz.
Auf der Rückseite steht geschrieben: „Kriege werden von Menschen gemacht, Menschen können sie verhindern“.
Angesichts des Krieges im Irak lud der Colbitzer Pfarrer Dieter Kerntopf im März 2003 Montags zum Friedensgebet in die Pauluskirche ein:
„Der ehemalige Lehrer Günter Gembalski hätte wohl nicht gedacht, dass sein vor mehr als 25 Jahren geschaffenes Mahnmal einmal so an Aktualität gewinnen wird“.

## Wappen
In den 1990er Jahren entwarf und überarbeitete Günter Gembalski zahlreiche Wappen für umliegende Ortschaften im Landkreis Börde:
Angern+, Barleben, Born, Bertingen, Burgstall+, Colbitz, Cröchern, Dahlenwarsleben, Dolle, Ebendorf, Eichenbarleben, Farsleben+, Glindenberg+, Groß Ammensleben+, Groß Santersleben, Gutenswegen+, Heinrichsberg, Hermsdorf, Hillersleben, Hohenwarsleben, Irxleben+, Klein Ammensleben, Lindhorst, Loitsche+, Mahlwinkel, Meitzendorf+, Meseberg, Mose+, Neuenhofe, Niederndodeleben+, Ochtmersleben, Rogätz, Samswegen, Sandbeiendorf, Vahldorf, Wellen, Wenddorf, Wolmirstedt, Zielitz+
+ aktuell stark oder gänzlich von den ursprünglichen Entwürfen Günter Gembalskis abweichendes Design

## Veröffentlichungen in Zeitungen
Wappen, Gestaltung im öffentlichen Raum und Ausstellungen von Künstlern waren Themen, zu denen Günter Gembalski in den 1990er Jahren einige Zeitungsartikel verfasste. Seine Artikel in der Volksstimme mahnte Entscheidungsträgern in Politik und Verwaltung gestalterische Vorsicht an. Oder er gab seine ganz persönliche Sicht auf eine Ausstellung Willi Sittes wieder. Auch der Umgang mit dem Gedenken an die Vergangenheit hielt Einzug in seine Texte, welche oft auch gestalterische Ideen beinhalteten; ob für einen Gedenkstein in Altenhausen oder das Holocaust-Mahnmal in Berlin.

## Ausstellungen (Auswahl)
- 1959 „Mensch und Landschaft unserer Zeit“, Kreisheimatmuseum, Wolmirstedt
- 1970 „Unsere Liebe, unsere Kunst der DDR“, Rostock
- 1976 Ausstellung der Förderklassen des Bezirkes Magdeburg
- 1986 7. Bezirksaustellung „Leben und Gestalten“, Magdeburg
- 1987 50. Ausstellung Malerei und Grafik, Kleine Galerie Süd, Magdeburg
- 1995 Ausstellung in Ohrekreis-Sparkasse, Wolmirstedt
- 1998 Wappenausstellung, Bürgerhaus, Wolmirstedt
- 2001 „Retrospektive eines stillen Meisters“, Colbitz

## Auszeichnungen
- Okt. 1978 Medaille für Verdienste im künstlerischen Volksschaffen
- Mai 1997 Ehrenbürger Colbitz